# وحدة إنقاذ جبال منطقة الخليج
وحدة إنقاذ جبال منطقة الخليج (BAMRU) هي أحد مصادر البحث والإنقاذ التابعة لـ الوكالة الفيدرالية لإدارة الطوارئ (FEMA) و منظمة التنسيق والإشراف على إدارة حالات الطوارئ من النوع الأول في كاليفورنيا (OES)  داخل مكتب عمدة مقاطعة سان ماتيو لخدمات الطوارئ ومقره في مقاطعة سان ماتيو ، كاليفورنيا . كجزء من نظام المساعدة المتبادلة ،تتوفر قوات المتطوعين التابعة للعمدة أربع وعشرين ساعة يوميا للانتشار في أي مكان في الولاية.
وهذه الوحدة هي مؤسسة خيرية عامة غير ربحية مستقلة وذات مجلس إدارة منتخب معفاة من الضرائب كما هو موضح في القسم 501 (ج) (3) من مصلحة الضرائب الأمريكية . و يأتي تمويلها من التبرعات ومساهمات الأعضاء.
تتدرب وحدة الإنقاذ الجبلي لمنطقة الخليج على مجموعة متنوعة من المهارات المستخدمة في عمليات البحث والإنقاذ في البرية وعمليات الإنقاذ الفنية  وتتخصص في التضاريس والطقس الصعب والارتفاعات العالية. يمكن استدعاء الوحدة لدعم الجهود التي تبحث عن متنزهين أو متسلقين يحتاجون إلى المساعدة في أي مكان في كاليفورنيا. يمكن ينتشر الفريق ويعتمد علوى نفسه في المناطق النائية لمدة تصل إلى 72 ساعة. و أعضاء هذه الوحدة هم من متسلقي الجبال والمتزلجين والرحالة والمتسلقين وهم يعيشون في جميع أنحاء منطقة خليج سان فرانسيسكو .
ينتمي جميع أعضاء الوحدة إلى جمعية إنقاذ الجبال ،  المعتمدة بالكامل مع جمعية كاليفورنيا لإنقاذ الجبال (CRMRA). و تم التصويت للوحدة لتكون عضو كامل فيها في نوفمبر 1972.
تنتمي الوحدة أيضًا إلى مجلس البحث والإنقاذ في منطقة الخليج ، وهي مجموعة تمثل منظمات البحث والإنقاذ في منطقة خليج سان فرانسيسكو.